# Суходровский, Владимир Леонидович
Владимир Леонидович Суходровский (31 марта 1924, село Жуино, Калужская губерния — 14 января 2014, Москва) — российский физико-географ, геоморфолог. Доктор географических наук (1981). Специалист в области криогенного (мерзлотного) рельефообразования.

## Биография
Родители работали учителями в г. Сухиничи. Отец трагически погиб в 1926 г. при спасении своих утопающих учениц. Мать с сыном жила до 1938 г. в г. Сухиничи, потом переехала к родственникам в Детчино.
После школы Владимир Суходровский учился в Воронежском железнодорожном техникуме и Чкаловском зенитно-артиллерийском училище. Участвовал в Великой Отечественной войне с декабря 1942 года. Рядовой, сержант, лейтенант, командир зенитного взвода, воевал на Северо-Западном, 1-м и 2-м Украинских фронтах. Награждён орденами Отечественной войны 2-й степени и Красной Звезды, медалями «За победу над Германией», «За освобождение Праги». Служил в армии до 1949 года.
В 1954 году окончил МГУ. В 1957—1958 годах возглавлял экспедицию на Землю Франца-Иосифа (изучение льдов и вечной мерзлоты). В 1966—1971 заместитель директора по научной работе Института мерзлотоведения им. П. И. Мельникова (Якутск).

### Семья
Жена — Нина Георгиевна Разумейко; кандидат геолого-минералогических наук, учёный секретарь Института мерзлотоведения СО АН СССР .

## Научная деятельность
Кандидат географических наук (1963 — «Рельефообразующие процессы в перигляциальных условиях Земли Франца-Иосифа»).
Доктор географических наук (1981, Москва, Институт географии АН СССР — «Экзогенное рельефообразование в криолитозоне»).
Автор около ста научных работ, трёх монографий.
Книги:
- Годы странствий и наблюдений: записки географа-геоморфолога. — М. : Экон-Информ, 2012. — 253 с. — 300 экз. — ISBN 978-5-9506-0945-9 (в пер.)
- Жизнь и поиск : (записки географа-мерзлотоведа) / В. Л. Суходровский; отв. ред. В. В. Шепелев ; Ин-т мерзлотоведения им. П. И. Мельникова СО РАН. — Якутск : ИМЗ, 2013. — 216 с. — 300 экз. — ISBN 978-5-93254-129-6
- Земля Франца Иосифа: гляциогеоморфология. Академия наук СССР, Институт географии, 1962. — 73 с.
- Рельефообразование в перигляциальных условиях на примере Земли Франца-Иосифа / В. Л. Суходровский; Ред. Г. А. Авсюк; АН СССР, Ин-т географии. — М. : Наука, 1967. — 120 с.
- Экзогенное рельефообразование в криолитозоне / В. Л. Суходровский. — М. : Наука, 1979. — 280 с.